# Тверской железнодорожный мост
Тверской железнодорожный мост — мост в городе Твери, через реку Волга. По мосту проходит линия железной дороги Санкт-Петербург—Москва на перегоне Дорошиха — Тверь (мост находится в границах ст. Дорошиха).

## История
Железнодорожный мост в Твери был построен в 1849 году, инженер-путеец К. Оппенгейм отмечал, что это самый ранний из мостов через Волгу по времени возведения опор. В том же году, в котором были окончены строительные работы, по железной дороге через Вышний Волочок, Тверь до Кольцово (тогда конечный пункт) проехал император Николай I. Пролёты были перекрыты фермами системы Гау, и предусматривалась возможность движения по низу конструкции. Фермы этой системы были усовершенствованы Д. Журавским и использовались для строительства всех мостов Николаевской железной дороги. Деревянные пролётные строения довольно скоро под воздействием гниения пришли в негодность, и в 1865—1866 годах фермы были переделаны с применением поясов новой конструкции. Однако с 1880 года началось гниение в некоторых местах нижних поясов ферм, а ещё через несколько лет движение поездов по мосту стало небезопасным. Поэтому было принято решение заменить деревянные конструкции железными с устройством временных свайных опор и дополнительных консолей у каменных опор. Работы по установке металлических пролётных конструкций были завершены в середине 1887 года. Каждый путь располагается на своём пролётном строении. Фермы были собраны за 3 месяца 5 дней (на московском пути) и 3 месяца 25 дней (на втором). Пролётные конструкции представляют собой фермы с параллельными поясами и двухраскосной решёткой. Проезжая часть моста устроена по свободным шарнирным поперечным балкам. Общая стоимость реконструкции составила 374 475 руб..

## Галерея

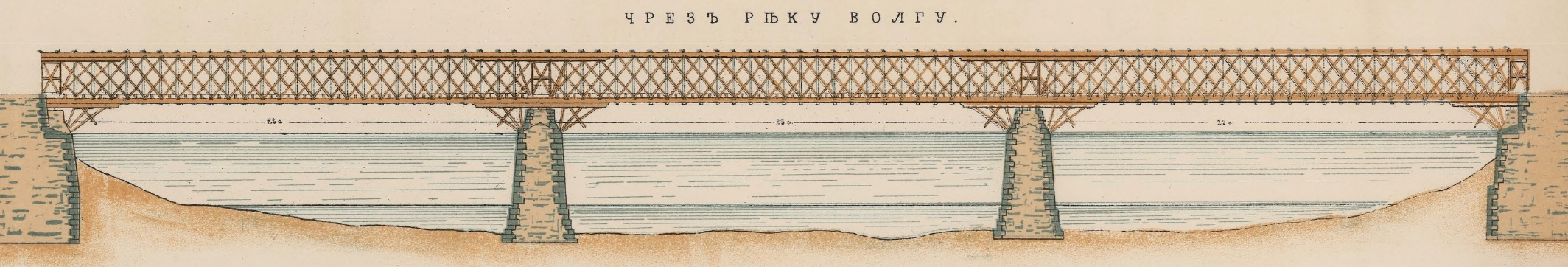
Чертёж первоначального моста с деревянными пролётными строениями
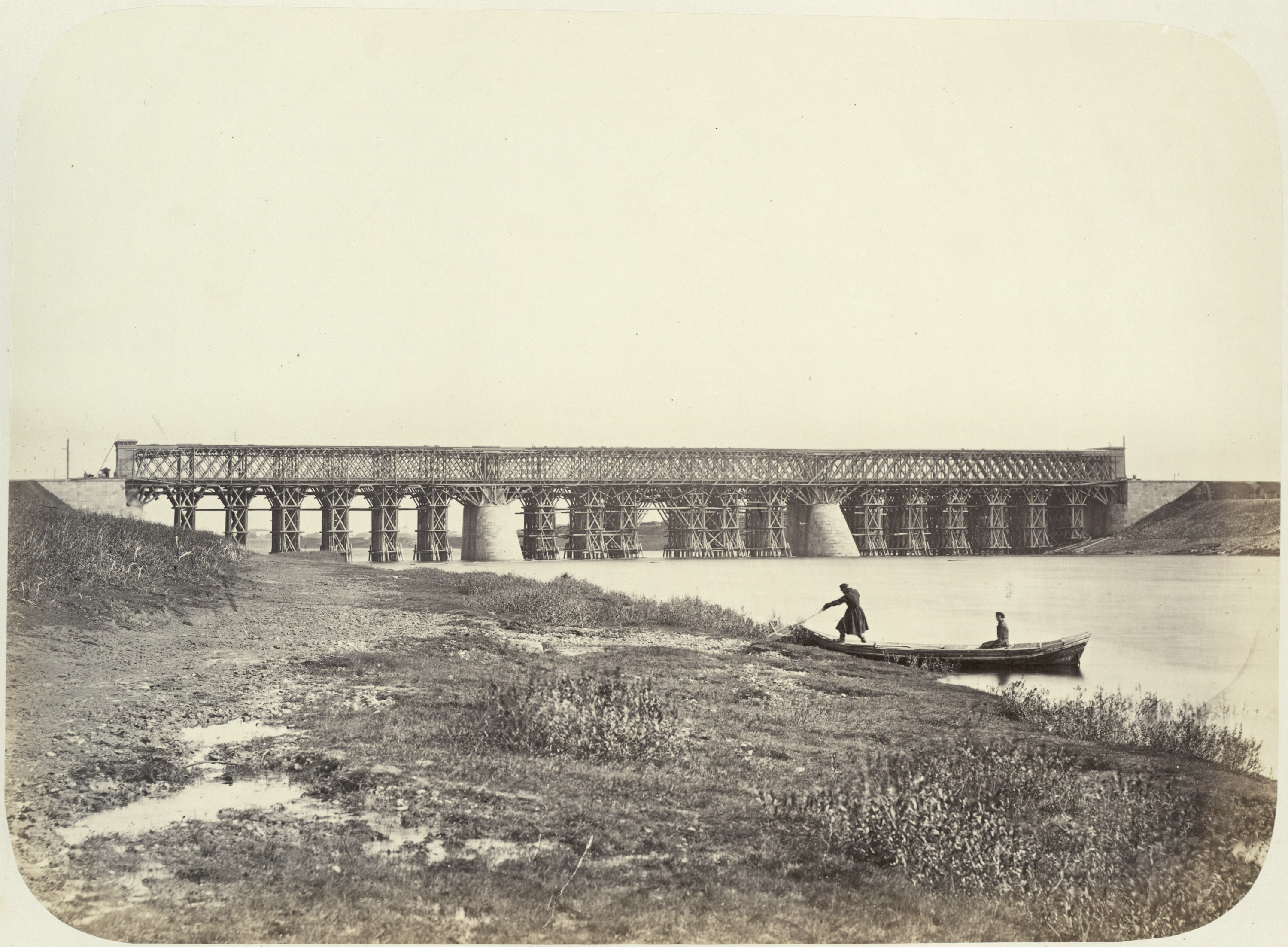
Ремонт моста. 1860-е годы
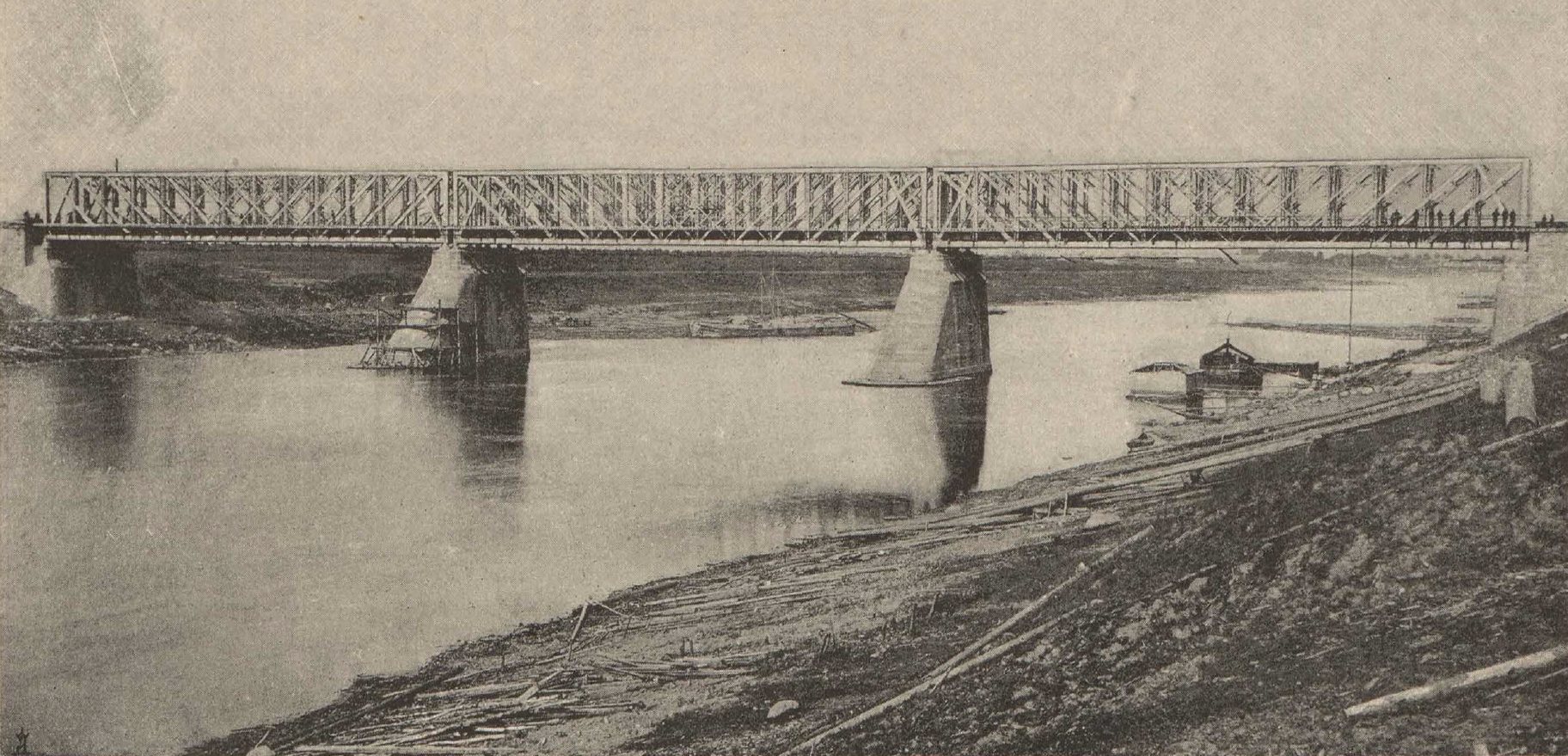
Мост с металлическими фермами в конце XIX века